# 地中海航運公司
地中海航運公司（MSC, Mediterranean Shipping Company S.A.）是全球以運輸能力計最大航運公司。由於該公司沒有上市，沒有任何披露公司財務資料的責任，公司對其自身的描述均變得不可稽查。地中海航運公司擁有577隻貨櫃船，總承載力為38559266TEU。該公司以日內瓦為總部，在世界上各大型港口均有航線，並以安特衞普港作為母港。旗下的地中海郵輪則主要辦郵輪服務。

## 歷史

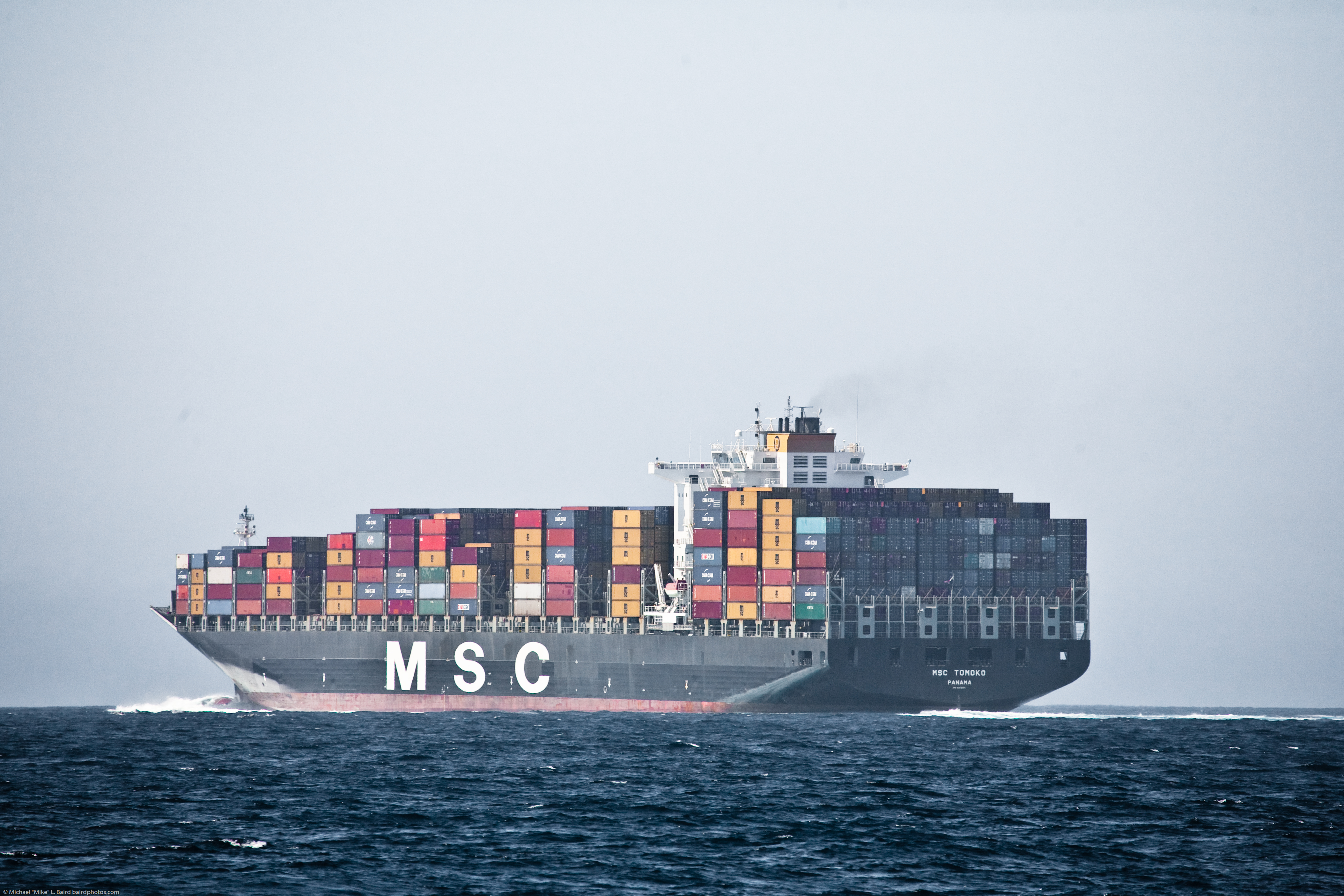
一艘貨輪於聖巴巴拉海峽中行駛，攝於2009年

地中海航運始於1970年於意大利拿坡里成立。開始時航運公司只用其僅有的兩隻船經營地中海至索馬里的航線。後來，航運公司透過購買二手貨櫃船擴展業務。1977年，該公司已開始服務北歐、非洲以及印度洋地區。1980年代末，北美洲和澳大利亚亦有航線到達。
1989年，地中海航運公司進軍郵輪業務，收購勞露郵輪，並於1995年正名為地中海郵輪。自此地中海航運涉足郵輪業務。
1994年，地中海航運公司首次訂造新船隻，由義大利芬坎特里造船公司建造，並於1996年開始交付。

## 現況

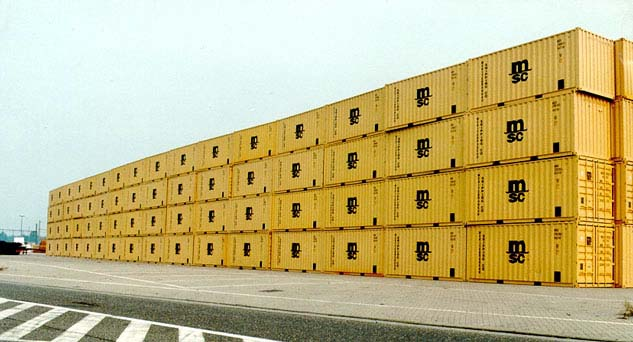
新集裝箱

現時地中海航運以日內瓦為總部，在全球155個國家設有480個辦公室。公司營運超過200條航線，服務500個港口。
公司營運船隻最高搭載量為23,756TEU，包括地中海奧斯卡，全世界最大的貨運船。公司仍未上市，由創辦人家族全權持有。2021 年 12 月，MSC 將為 Bolloré 集團的子公司 Bolloré Africa Logistics 提供至少 57 億歐元的資金。

## 空運業務

### 地中海航運機隊

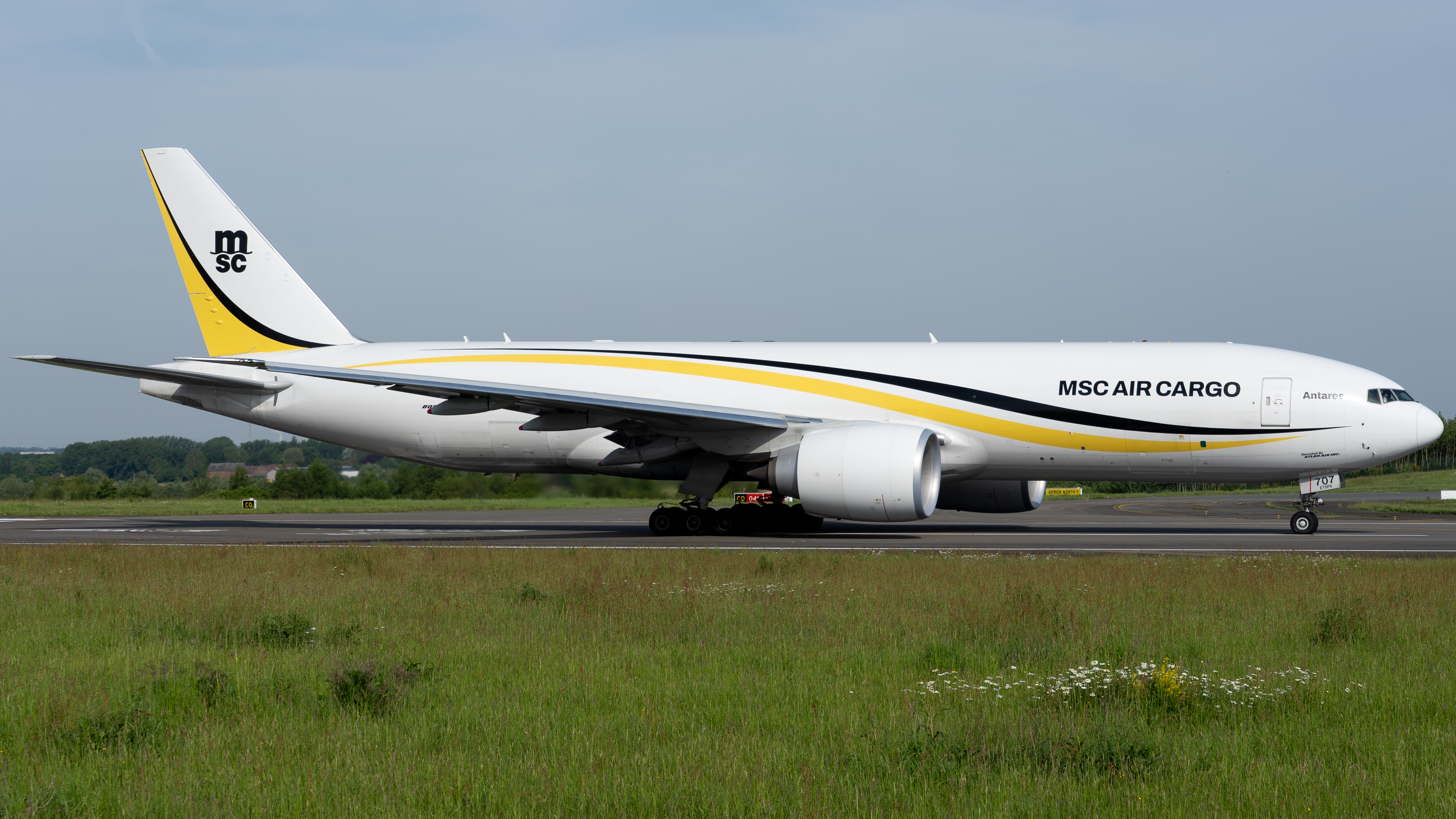
地中海航運的波音777貨機

截至2025年5月，地中海航運的机队如下：
| 机型     | 数量 | 已订购 | 备注                      |
| -------- | ---- | ------ | ------------------------- |
| 波音777F | 5    | —      | 4架由亞特拉斯航空代為操作 |
| 合計     | 5    | —      |                           |

## 意外事故

### 勞露號
勞露號（MS Achille Lauro）於1994年11月30日因引擎爆炸而起火，船員撲救失敗，最終船隻於3日後沉沒。

### 拿坡里號
2007年1月18日，拿坡里號（MSC Napoli）在英國利泽德半岛附近海面航行時受風暴基里爾吹襲，導致船隻出現裂痕，引擎室更被淹浸。結果拿坡里號被棄船。

### 薩比那號
2008年3月8日，暴風雪期間，薩比那號（MSC Sabrina）於加拿大魁北克省三河市的圣劳伦斯河中擱淺，船隻於冋年4月4日被拖走。

### 耶采卡號
2009年8月4日，耶采卡號（MSC Jessica）退役後，在印度古吉拉特邦拆卸中途起火，導致6人喪生。事後地中海航運公司被批評沒有依照歐盟法例及巴塞爾公約安全拆卸該船。

### 尼吉塔號
2009年8月29日，尼吉塔號（MSC Nikita）在荷蘭鹿特丹港與其他船相撞。引擎房入水，尼吉塔號被拖回鹿特丹進行緊急維修。事件中沒有人受傷，但尼吉塔號被報廢。

### 赤特拉號
2010年8月8日，赤特拉號（MSC Chitra）在印度马哈拉施特拉邦與其他船相撞，導致約300個貨櫃落入海中。結果鄰近的孟買港被迫禁航數天，以打撈貨櫃，保障航行安全。

### 依勒拿號
2004年，依勒拿號（MSC Elena）在5個月間故意在海中排出油污，結果地中海航運公司被罰款$1000萬美元，亦被處5年緩刑。

### 拉那號
2011年10月5日，地中海在租借拉那號（MV Rena）航行期間，在新西蘭陶朗加附近珊瑚礁擱淺。事後地中海航運公司否認為駕駛船隻負責。

### 弗拉敏尼亞號
2012年7月14日，弗拉敏尼亞號（MSC Flaminia）在大西洋上航行時起火，並發生爆炸。25名船員中2人身亡。

### Zoe號
2019年1月1日，MSC Zoe號在德國西北部的博尔库姆外海航行時因天氣惡劣，導致至少270個貨櫃落海，其中有些是裝有有机过氧化物的危險品。

## 外部連結
- 官方网站
- Gianluigi & Rafaela Aponte Forbes 2006（页面存档备份，存于）
- Gianluigi & Rafaela Aponte Forbes 2008（页面存档备份，存于）
- Shipbreaking Platform（页面存档备份，存于）
- IMO Watch（页面存档备份，存于）